# Wereldkampioenschappen boogschieten 2013
De wereldkampioenschappen boogschieten 2013 waren door de Fédération Internationale de Tir à l'Arc (FITA) georganiseerde kampioenschappen voor boogschutters. De 47e editie van de wereldkampioenschappen vond plaats in de Turkse badplaats Antalya van 29 september tot en met 6 oktober 2013.

## Medailles

### Recurve
| Onderdeel             | Goud | Goud                                    | Zilver | Zilver                                                | Brons | Brons                                                |
| --------------------- | ---- | --------------------------------------- | ------ | ----------------------------------------------------- | ----- | ---------------------------------------------------- |
| Mannen (individueel)  | KOR  | Lee Seung-yun                           | KOR    | Oh Jin-hyek                                           | CAN   | Crispin Duenas                                       |
| Mannen (team)         | USA  | Brady Ellison Joe Fanchin Jake Kaminski | NED    | Sjef van den Berg Rick van den Oever Rick van der Ven | FRA   | Thomas Faucheron Gaël Prévost Jean-Charles Valladont |
| Vrouwen (individueel) | DEN  | Maja Jager                              | CHN    | Xu Jing                                               | KOR   | Yun Ok-hee                                           |
| Vrouwen (team)        | KOR  | Chang Hye-jin Ki Bo-bae Yun Ok-hee      | BLR    | Hanna Marusava Ekaterina Timofeyeva Alena Tolkach     | DEN   | Maja Jager Anne Marie Laursen Carina Rosenvinge      |
| Gemengd team          | KOR  | Ki Bo-bae Oh Jin-hyek                   | USA    | Brady Ellison Khatuna Lorig                           | TPE   | Kuo Cheng-wei Tan Ya-ting                            |

### Compound
| Onderdeel             | Goud | Goud                                           | Zilver | Zilver                                                 | Brons | Brons                                                    |
| --------------------- | ---- | ---------------------------------------------- | ------ | ------------------------------------------------------ | ----- | -------------------------------------------------------- |
| Mannen (individueel)  | NED  | Mike Schloesser                                | FRA    | Pierre-Julien Deloche                                  | RUS   | Alexander Dambajev                                       |
| Mannen (team)         | DEN  | Martin Damsbo Stephan Hansen Patrick Laursen   | RSA    | Gabriel Badenhorst DP Bierman Patrick Roux             | FRA   | Sébastien Brasseur Pierre-Julien Deloche Dominique Genet |
| Vrouwen (individueel) | GER  | Kristina Heigenhauser                          | CRO    | Ivana Buden                                            | RSA   | Gerda Roux                                               |
| Vrouwen (team)        | COL  | Aura Maria Bravo Sara López Alejandra Usquiano | NED    | Irina Markovic Martine Stas-Couwenberg Inge van Caspel | FRA   | Sophie Dodemont Pascale Lebecque Sandrine Vandionant     |
| Gemengd team          | ITA  | Sergio Pagni Marcella Tonioli                  | RUS    | Alexander Dambajev Albina Loginova                     | USA   | Jesse Broadwater Erika Jones                             |

### Medaillespiegel
| Plaats | Land             | Goud | Zilver | Brons | Totaal |
| 1      | Zuid-Korea       | 3    | 1      | 1     | 5      |
| 2      | Denemarken       | 2    | 0      | 1     | 3      |
| 3      | Nederland        | 1    | 2      | 0     | 3      |
| 4      | Verenigde Staten | 1    | 1      | 1     | 3      |
| 5      | Colombia         | 1    | 0      | 0     | 1      |
| 5      | Duitsland        | 1    | 0      | 0     | 1      |
| 5      | Italië           | 1    | 0      | 0     | 1      |
| 8      | Frankrijk        | 0    | 1      | 3     | 4      |
| 9      | Rusland          | 0    | 1      | 1     | 2      |
| 9      | Zuid-Afrika      | 0    | 1      | 1     | 2      |
| 11     | China            | 0    | 1      | 0     | 1      |
| 11     | Kroatië          | 0    | 1      | 0     | 1      |
| 11     | Wit-Rusland      | 0    | 1      | 0     | 1      |
| 14     | Canada           | 0    | 0      | 1     | 1      |
| 14     | Chinees Taipei   | 0    | 0      | 1     | 1      |
| Totaal | Totaal           | 10   | 10     | 10    | 30     |